# 독고다이
독고다이는 2019년에 개봉한 대한민국의 액션 영화이다.

## 줄거리
너희 연합 이라고 들어봤지? 적당히 해. 나대는게 심해지면 빠그라진다
수아와 현정은 어릴 적부터 절친이다. 그녀들과 친해진 숨은 무술의 고수 선희, 평범한 수아에 비해 현정은 얼굴도 예쁘고 학교에서도 모범생이다. 평화로운 여고시절을 보내는 그들에게 학교의 일진 연수패거리가 지속적으로 그들의 패거리로 들어오는 것을 강요한다. 선희의 오빠 진만의 도움을 받은 수아, 현정, 선희는 힘을 합쳐 여자 일집 연합회와 싸우기로 결심하는데...

## 출연진
- 이윤우 - 김수아 역
- 송민경 - 이현정 역
- 주원탁 - 최진호 역
- 한지원